# Świadkowie Jehowy w województwie łódzkim
Świadkowie Jehowy w województwie łódzkim – wspólnota religijna Świadków Jehowy w województwie łódzkim. W wyniku Narodowego Spisu Powszechnego Ludności i Mieszkań 2011 określono liczbę osób na terenie województwa deklarujących swoją przynależność religijną do Świadków Jehowy na 8078. Natomiast liczba głosicieli według opracowania GUS „Wyznania religijne w Polsce 2019–2021” w roku 2021 wynosiła 6768. W lipcu 2024 roku na terenie województwa znajdowały się miejsca zebrań 79 zborów (w tym zboru angielskojęzycznego, zboru i grupy języka migowego, zboru i grupy ukraińskojęzycznej, zboru rosyjskojęzycznego, polskojęzycznej grupy na oddaleniu oraz grupy posługującej się językiem romani (Polska)).

## Historia

### Początki

#### Początek XX wieku
Około roku 1910 istniały w Łodzi i Pabianicach małe grupy wyznawców, a w roku 1912 w Chojnach. W roku 1911 zbór w Pabianicach liczył 20 osób. W tym samym roku Hipolit Oleszyński w trakcie wizyty w Polsce odwiedził zbory m.in. w Łodzi i Pabianicach.
Krótko przed wybuchem I wojny światowej przedstawiciel Towarzystwa Strażnica, Joseph Franklin Rutherford, odbył podróż służbową do kilku krajów. Odwiedził również Polskę, gdzie w Łodzi spotkał się z Badaczem Pisma Świętego o nazwisku Dojczman. W wyniku tego spotkania rodzina Dojczmanów wyruszyła w podróż ewangelizacyjną do Rosji. W wyniku I wojny światowej grupa zbierająca się w Łodzi uległa częściowemu rozproszeniu. Wciąż jednak pojawiały się nowe osoby zainteresowane wierzeniami Badaczy Pisma Świętego. W 1916 roku na dorocznej Pamiątce śmierci Jezusa Chrystusa w Pabianicach zgromadziło się  14 osób.

#### Lata 20. XX wieku

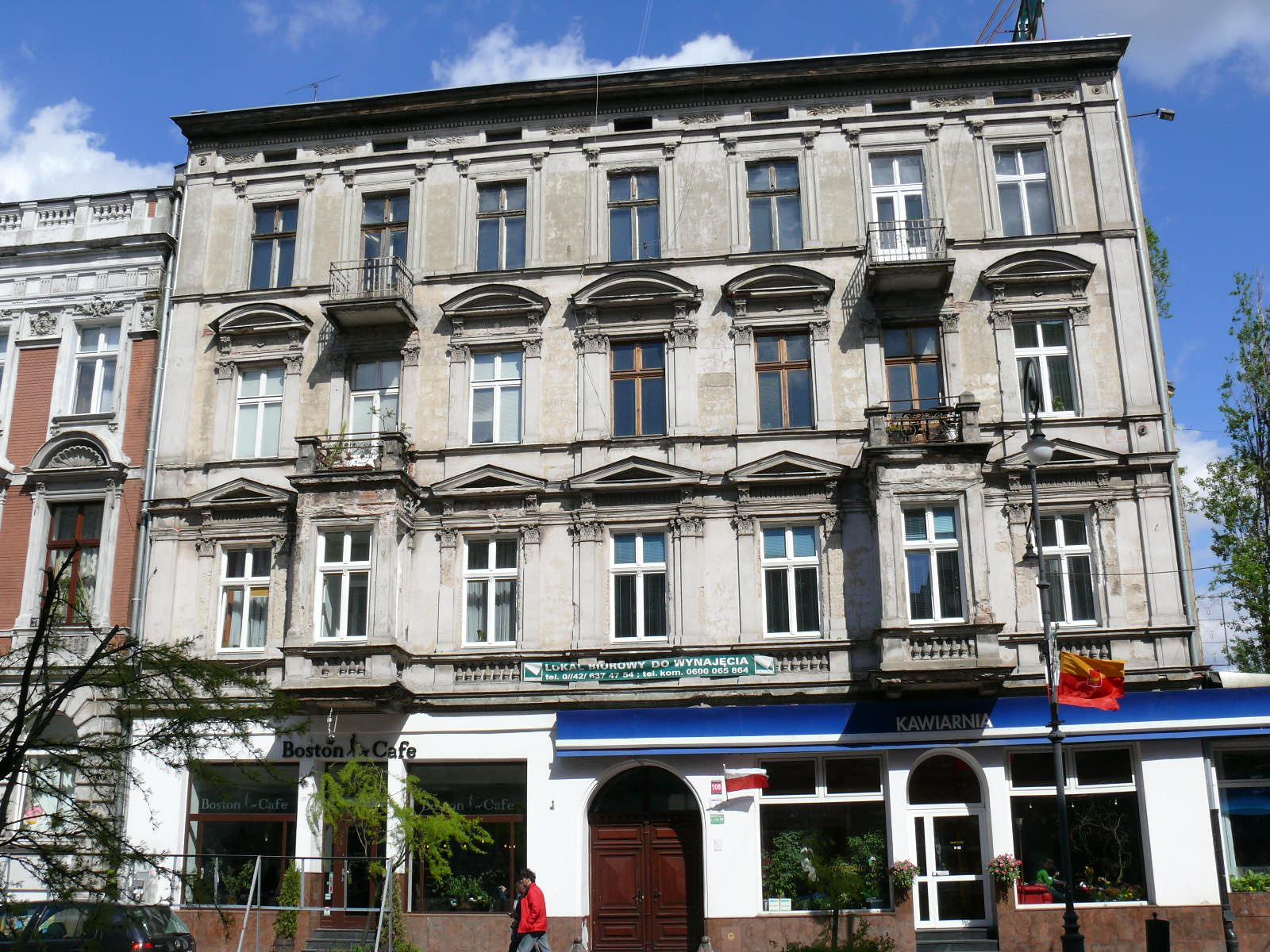
W tym łódzkim budynku (ul. Piotrkowska 108) w latach 20. i 30. XX w. odbywały się zebrania i zgromadzenia

W okresie międzywojennym Łódź stanowiła centrum działalności polskich Świadków Jehowy. W 1922 roku na pogrzeb wyznawczyni Emilii Mandowej w Łodzi – ochrzczonej w Sopocie w 1919 roku – przybyło około tysiąca osób, chcących się czegoś dowiedzieć o tym wyznaniu. Mandowa była właścicielką składów obuwia, a w jej domu przy ul. Piotrkowskiej 108 odbywały się zebrania. Odczyty biblijne odbywały się także w Teatrze Skała i w Filharmonii Łódzkiej, a później także przy ul. Piotrkowskiej 243. Łódzką grupę wyznawców umacniali współwyznawcy z Gdańska, którzy wygłaszali wykłady biblijne.  Wykłady biblijne odbywały się w niedziele w wynajmowanych salach (wykłady wygłaszał m.in. Grabicki z Łodzi), a inne zebrania w dni powszednie w mieszkaniach prywatnych (m.in. w łódzkiej Rokicie). W następnych latach wynajęto salę na stałe, w której odbywały się wszystkie zebrania. W Łodzi działał zbór polskojęzyczny oraz niemieckojęzyczny.
Badacze Pisma Świętego odmawiali odbycia służby wojskowej, za co byli skazywani na kary więzienia. 
W roku 1921 działała grupa w Wieluniu, w 1922 w Zduńskiej Woli, a w 1924 w Zawadach i Bałuczu.
W 1922 roku na dorocznej Pamiątce śmierci Jezusa Chrystusa w Łodzi zebrało się – 25, w 1923 – 30 osób. W kwietniu 1923 roku polskojęzyczny zbór w Łodzi składał się z około 50 osób. Zebrania w niedziele odbywały się w lokalu przy ul. Głównej 1.
Byłą łódzką halę fabryczną przystosowano, aby latem 1924 roku zorganizować w niej pierwszą konwencję (zgromadzenie) z udziałem około 200 osób.  W roku 1924 na Wieczerzy Pańskiej w Pabianicach były obecne 44 osoby, a w Łodzi – 92. Wacław Wnorowski, przedstawiciel Towarzystwa Strażnica, wygłosił w Łodzi wykład „Nieunikniona katastrofa nad światem”, na którym było obecnych ponad 2000 osób, a dla prawie drugich tyle nie było już miejsca. W każdą niedzielę urządzano spotkania w największych salach łódzkich teatrów.
W Łodzi i okolicach oprócz polskojęzycznych działały również grupy niemieckojęzyczne i jidysz. Pod koniec lat 20. XX wieku zbór łódzki przodował w działalności kaznodziejskiej w kraju.

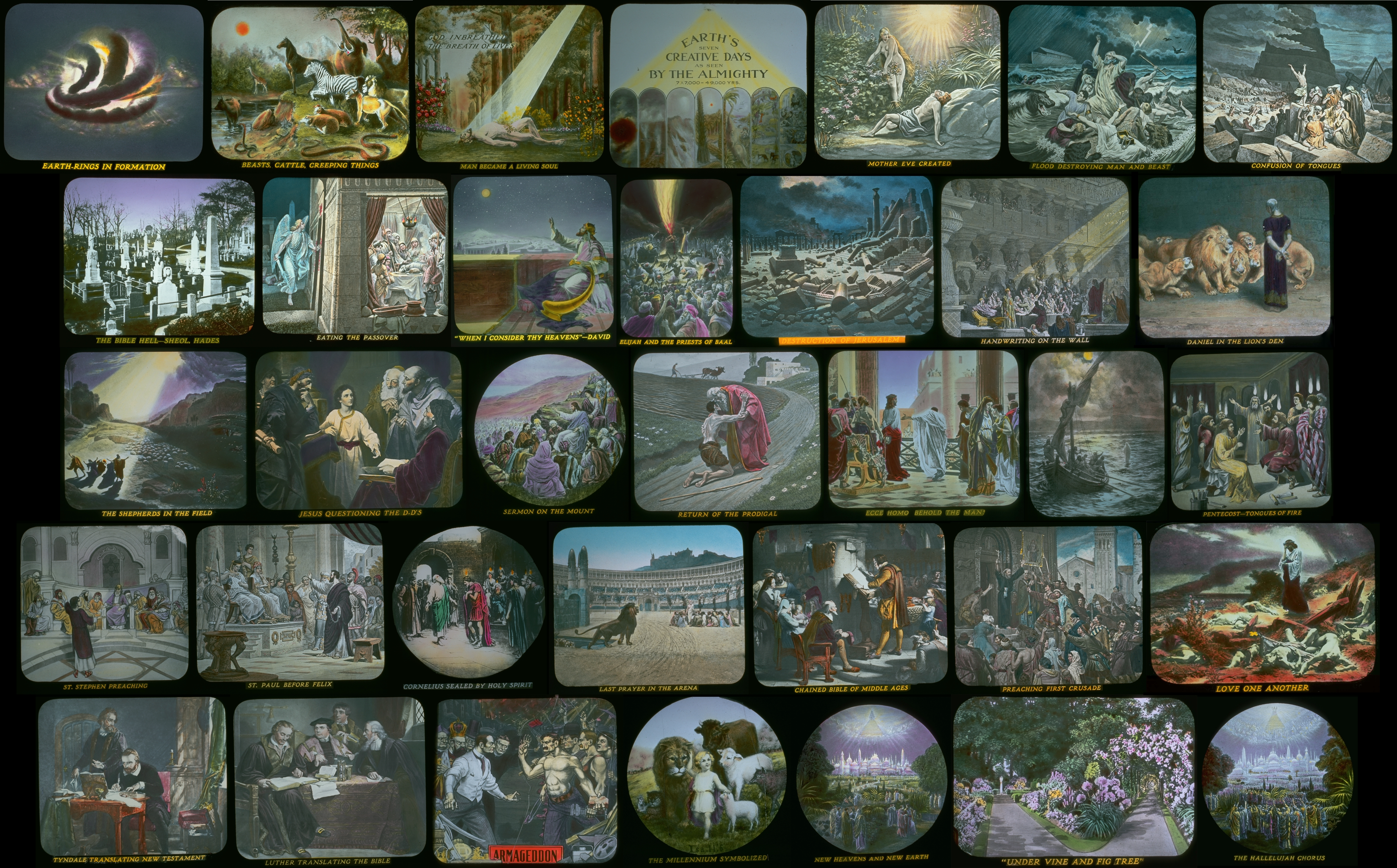
Fotodrama stworzenia wyświetlana była w Łodzi od roku 1927

W roku 1925 zebrania w łódzkim zborze odbywały się m.in. w kinie przy ul. Zachodniej, odbyła się także kolejna konwencja. W 1925 roku w mieszkaniu F. Wiśniewskiego przy ul. Orlej 3 w Łodzi mieściła się siedziba zboru Międzynarodowego Stowarzyszenia Badaczy Pisma Świętego Oddziału Łódź (zarejestrowana w województwie łódzkim; przewodniczącym był Wilhelm Scheider, sekretarzem Bolesław Grabicki). W 1925 roku w niemieckojęzycznym zborze w Łodzi na uroczystość Pamiątki śmierci Jezusa Chrystusa przybyło 50 osób.
W zborze łódzkim nastąpił rozłam. Osoby, które nie chciały brać udziału w działalności kaznodziejskiej (m.in. Wiśniewski), podzieliły się na kilka innych ugrupowań (przekształcone później w zbory Wolnych Badaczy Pisma Świętego, Świeckiego Ruchu Misyjnego „Epifania”). Poza Łodzią, działały zbory w Konstantynowie Łódzkim (28 członków), Łowiczu (28; zezwolenia na prowadzenie zebrań uzyskiwał Jan Kret), Pabianicach (28), Rudzie Pabianickiej (32 członków), Sieciechowie (30) i Wieluniu (15).
W 1926 roku w zborze w Łodzi na uroczystości Pamiątki śmierci Jezusa Chrystusa przybyło 129 osób.
W 1927 roku w polskojęzycznym zborze w Łodzi na uroczystości Pamiątki śmierci Jezusa Chrystusa przybyło 150 osób, a w niemieckojęzycznym – 112.
Od 7 do 9 kwietnia 1928 roku w Łodzi odbyła się konwencja. Przybyły na nią delegacje z różnych stron Polski 

#### Lata 30. XX wieku
Na początku lat 30. XX wieku oprócz dużego zboru łódzkiego działały zbory w takich miastach jak: Konstantynów Łódzki, Łowicz, Pabianice, Skierniewice, Wieluń i Zduńska Wola. W 1930 roku do Łodzi przeniesiono biuro Towarzystwa Strażnica – siedzibę zarządu głównego i ośrodek koordynujący działalność Towarzystwa Strażnica w Polsce. W tym celu zakupiono budynek przy ulicy Rzgowskiej 24. Przez 2 lata (1930–1932) Betel mieściło się w budynku sali zborowej przy ul. Piotrkowskiej 108. Ośrodkiem kierował Wilhelm Scheider.

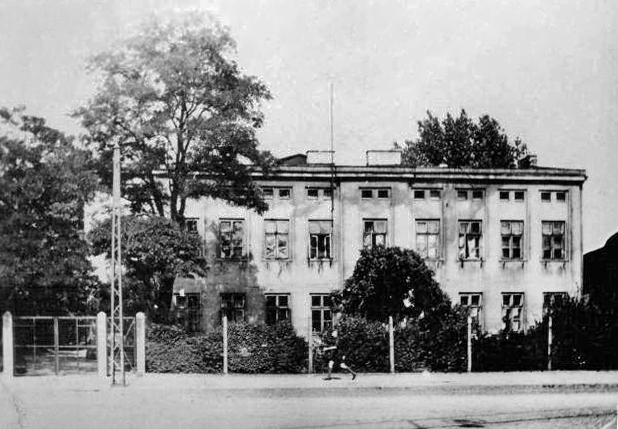
Biuro Oddziału w Łodzi przy ul. Rzgowskiej 24 (zdjęcie z roku 1948)

6 kwietnia 1931 roku w łódzkim hotelu Manteuffel odbył się zjazd delegatów z 71 zborów z całej Polski oraz z Wolnego Miasta Gdańska, którzy przyjęli statut organizacyjny. Zgodnie z przyjętym statutem siedziba związku mieściła się w Łodzi, a obszar jego działania objął całą Polskę wraz z Wolnym Miastem.
W lipcu 1931 roku w Columbus w stanie Ohio zorganizowano międzynarodowe zgromadzenie, którego część była transmitowana przez rozgłośnię radiową WBBR oraz 450 stacji radiowych w Ameryce Północnej, Australii i Europie. Na zgromadzeniu tym Badacze Pisma Świętego związani z Towarzystwem Strażnica przyjęli nazwę Świadkowie Jehowy. W Polsce program kongresowy poprzez Magdeburg retransmitowano na zgromadzeniu w Łodzi. W roku 1931 wynajęto salę przy ul. Wólczańskiej 129 w Łodzi, w której odbywały się zebrania. W roku 1932 doszło do podziału w zborze. Wielu go opuściło, przyłączając się do innych ugrupowań badackich.
Od 1 czerwca 1932 roku Dom Biblijny w Polsce (Biuro Towarzystwa Strażnica) zaczął funkcjonować w budynku przy ul. Rzgowskiej 24. W 1932 roku doszło do kolejnego rozłamu w zborze w Łodzi.
Od roku 1933 zebrania łódzkiego zboru odbywały się w sali przy ulicy Piotrkowskiej 243, a od roku 1934 do roku 1938 odbywały się w sali przy ulicy Rzgowskiej 24. W Łodzi odbywały się również konwencje (m.in. w roku 1934). W 1934 roku zbór w Łodzi liczył 100 głosicieli i około 200 zainteresowanych.
W roku 1933 zaczęto wydawać w Łodzi czasopismo „Złoty Wiek” (obecnie „Przebudźcie się!”); wcześniej wydawano je w Szwajcarii. W roku 1936, po licznych konfiskatach zarządzonych przez urząd cenzury, zakazano publikowania tego czasopisma. Wniesiono apelację i dalej je wydawano do czasu, gdy nieodwołalnie tego zabroniono, a Augustyna Raczka, redaktora odpowiedzialnego, skazano na rok więzienia. W tym okresie biskup łódzki – Włodzimierz Jasiński, który planowo obsadzał „swoimi ludźmi” ważniejsze stanowiska w urzędach, przy poparciu Akcji Katolickiej zorganizował Instytut do walki z mniejszościami religijnymi. Jednym z jego celów było konfiskowanie wszelkich publikacji tego wyznania. Pomimo tego Świadkowie Jehowy w Łodzi wydali jeszcze dwie nowe broszury. Z braku podstaw do oskarżenia o łamanie praw świeckich w Polsce, powoływano się na katolickie prawo kanoniczne.
Pod koniec 1935 roku grupa w Trębaczewie liczyła 10 osób, zebrania odbywały się u Szymona Antoniaka.
W marcu 1938 roku obłożono zakazem działalność tego wyznania w Polsce. Władze opieczętowały magazyny biura w Łodzi – rozpoczął się okres działalności konspiracyjnej. Odtąd zebrania odbywały się w mieszkaniach prywatnych (w Łodzi m.in. K. Czapa przy ul. Targowej, Przytułowej przy ul. Składowej 34, Sawickiej przy Sienkiewicza 31, Rosiaka na Retkini, Pytlińskiej przy ul. Sosnowej i na Chojnach; w niektórych z tych miejsc były składy publikacji).

### Okres II wojny światowej

#### Uwięzieni w obozach koncentracyjnych
W czasie II wojny światowej wielu tutejszych Świadków Jehowy zginęło w hitlerowskich obozach koncentracyjnych, m.in. w Groß-Rosen, Stutthof (KL) oraz Auschwitz-Birkenau (do którego duży transport więzionych z Łodzi dotarł w listopadzie 1942 roku).
- Kinder-KL Litzmannstadt

W Kinder-KL Litzmannstadt w Łodzi, który był obozem dla polskiej młodzieży i dzieci umieszczono dziesięcioro dzieci Świadków Jehowy z okolic Wisły (w wieku od 8 do 14 lat, w tym trzy dziewczynki i siedmiu chłopców). 

### Okres powojenny, prześladowania

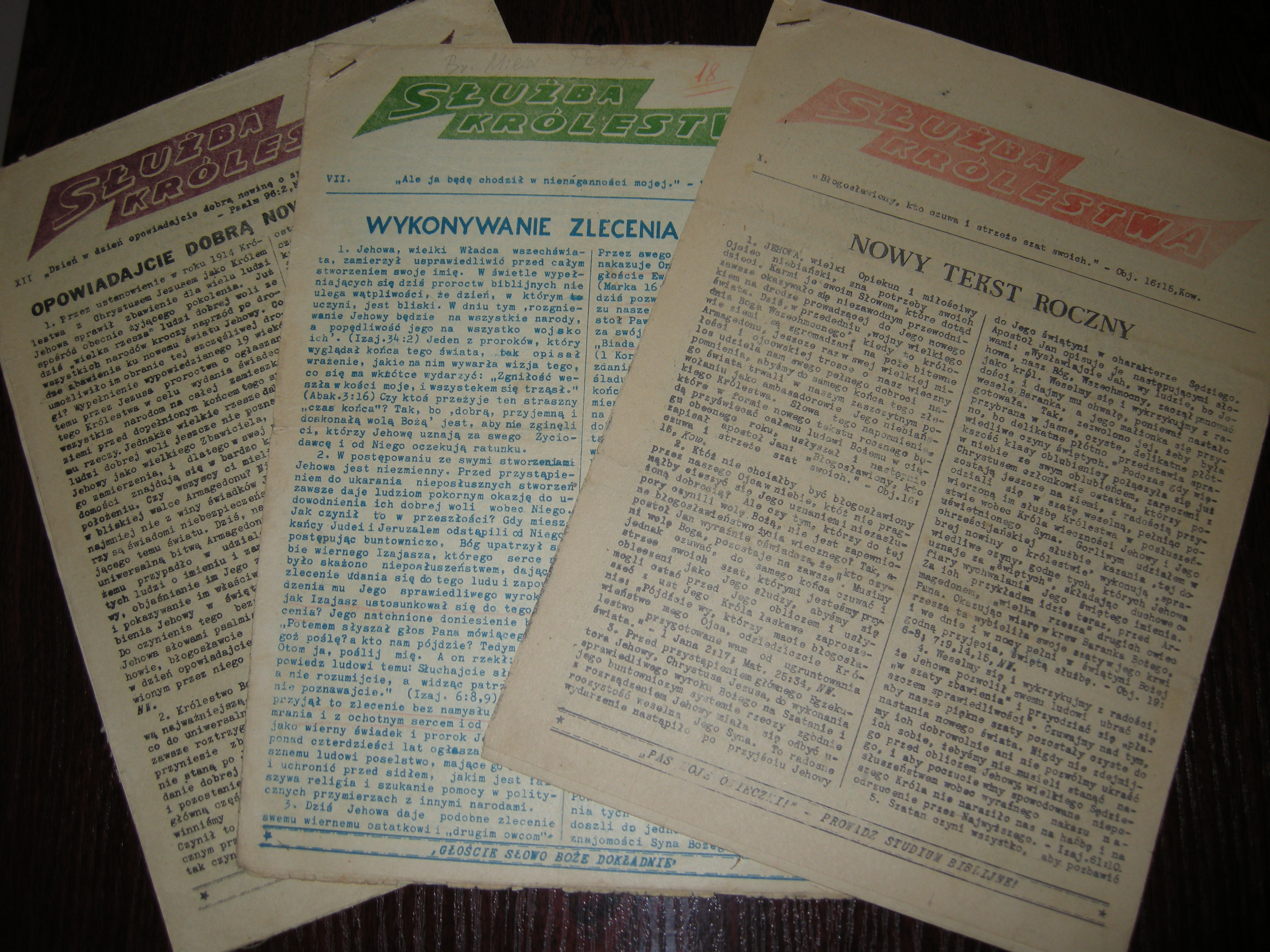
Publikacje Świadków Jehowy wydawane w czasie zakazu działalności w podziemiu – na zdjęciu „Nasza Służba Królestwa”

Po zakończeniu wojny Świadkowie Jehowy organizowali większe zgromadzenia w Łodzi (m.in. w roku 1946 w wynajętej sali przy ul. Piotrkowskiej 146, gdzie odbywały się też zebrania oraz w sali przy ul. Kopernika, zgromadzenie odbyło się tam również 1 maja 1948 roku) i w Piotrkowie Trybunalskim.
Wiosną 1945 roku na nowo przejęto w użytkowanie budynek położony w Łodzi przy ulicy Rzgowskiej 24. Krajowe biuro w Łodzi wznowiło działalność. W lutym 1946 roku władze dokonały najścia na łódzkie biuro. Aresztowano wszystkich mężczyzn. W tym samym miesiącu przedstawiciel Wojewódzkiego Urzędu Bezpieczeństwa w Łodzi usiłował nakłonić Świadków Jehowy do współpracy przeciw Kościołowi katolickiemu, ale spotkał się z odmową.
W grudniu 1947 roku na terenie województwa łódzkiego działało 31 zborów; 10 w powiecie łódzkim, po 5 w powiatach łaskim, opoczyńskim, piotrkowskim i wieluńskim oraz po jednym w powiatach brzezińskim, łęczyckim, radomszczańskim i skierniewickim. Sale Królestwa dla czterech łódzkich zborów mieściły się przy ulicach Rzgowskiej 24, Piotrkowskiej 164, Dzwonowej i pl. Wolności 9 oraz w Pabianicach (funkcjonowała przez II kwartał 1950 roku), Konstantynowie Łódzkim, Zduńskiej Woli, Piotrkowie Trybunalskim (przy ul. Garncarskiej).
Od roku 1947 do Łodzi zapraszano pionierów na specjalne dwutygodniowe kursy. 1 maja 1948 roku w Łodzi odbyło się zgromadzenie obwodowe. Jak informuje Rocznik Świadków Jehowy (1994), „5 września 1948 roku podczas zgromadzenia obwodowego w Piotrkowie Trybunalskim byli na nim obecni obaj misjonarze, bracia Behunick i Muhaluk. Przed godziną 17 w pobliżu zaczął się zbierać wrogo nastrojony tłum, który czekał na koniec programu. Wychodzących z sali zaatakował kilkusetosobowy motłoch. Szereg osób, w tym obu misjonarzy, pobito do utraty przytomności. Poszkodowani zostali odwiezieni do Szpitala św. Trójcy, gdzie jedynie ich opatrzono, ale nie przyjęto na leczenie. Na taką decyzję personelu miały wpływ pracujące tam zakonnice. Początkowo prasa nie wspomniała nic o tym wydarzeniu. Niemniej wkrótce sprawa nabrała rozgłosu, bowiem opis całego zajścia otrzymała Ambasada Amerykańska w Warszawie i środki przekazu w USA zaczęły informować o tej akcji motłochu.” 
Do podobnych zdarzeń dochodziło m.in. w grudniu 1946 roku w Siemkowicach, Bugaju Lipnickim oraz Radoszewicach, gdzie postanowiono siłą usunąć mieszkających tam Świadków Jehowy. 1 lipca 1947 roku do napadów na głosicieli w czasie działalności kaznodziejskiej doszło w Moszczenicy oraz Gajkowicach.
Według danych szacunkowych w latach 1948–1949 w Łodzi działało około tysiąca głosicieli. W Biurze Oddziału w Łodzi w roku 1949 działało 45 wolontariuszy.
Według szacunków Wojewódzkiego Urzędu Bezpieczeństwa wiosną 1950 roku na terenie województwa działało 47 grup. WUB ustalił też informacje o 1390 głosicielach mieszkających w województwie łódzkim i oszacował liczbę głosicieli oraz osób zainteresowanych na około 3620. W czerwcu 1950 roku według kolejnych szacunków WUB działały 44 grupy i co najmniej 3000 głosicieli. Wiosną 1950 roku otwarto Salę Królestwa w Pabianicach, w której odbywały się zebrania dla grupy ponad 25 osób (w tym dla rodziny Świadków Jehowy przybyłych z Lubelszczyzny).
21 kwietnia 1950 roku w nocy kilkudziesięcioosobowa grupa funkcjonariuszy UB wtargnęła przez okno do Biura Oddziału. Postawiono zarzut, że pracownicy Betel są szpiegami na rzecz Stanów Zjednoczonych i usiłują zmienić przemocą ustrój Polski Ludowej. Bezskutecznie szukano czegokolwiek, co mogłoby ten zarzut potwierdzić. Nazajutrz aresztowano członków zarządu polskiego Biura Oddziału. Pozostali wolontariusze wydrukowali i rozesłali do zborów ok. 20 ton literatury oraz zabezpieczyli powielacze, maszyny do pisania i archiwum. Pracowników Biura wywabiano na ulice, skąd kilku uprowadzono.
Wieczorem 21 czerwca tego samego roku ponownie wtargnięto do budynku i aresztowano pozostałych wolontariuszy. Aresztowano około 30 osób, które zostały osadzone w areszcie WUBP w Łodzi, przy ul. Anstadta. Nad wszystkimi zatrzymanymi funkcjonariusze WUPB w Łodzi podczas przesłuchań znęcali się zarówno fizycznie, jak i psychicznie. Doprowadziło to w niektórych przypadkach do pozbawienia życia zatrzymanych Świadków. Łącznie w czerwcu 1950 roku w samej tylko Łodzi i na terenie województwa zatrzymano 107 Świadków Jehowy. Według niepełnych danych na dzień 8 lipca 1950 roku liczba aresztowanych w województwie wynosiła 180 osób. Do 5 sierpnia liczba ta wzrosła do 279 osób, 122 osoby zostały zwolnione, a 152 pozostawały w areszcie. Na koniec 1950 roku spośród około 240 aresztowanych, 20 zostało skazanych na bezwzględne kary pozbawienia wolności. We wrześniu 1952 roku aresztowano wszystkich członków zboru w Pabianicach, wiosną 1954 roku wyszli na wolność.
W rezultacie pięciodniowego procesu, który rozpoczął się 10 marca 1955 roku po dwóch latach przygotowań, wydano najsurowsze wyroki – trzech członków komitetu krajowego: Jan Lorek, Tadeusz Chodara i Władysław Szklarzewicz, zostało skazanych na 12 lat więzienia, Mieczysław Cyrański na 8 lat, a Stanisław Nabiałczyk na 6 lat więzienia. W wyniku brutalnych przesłuchań, w okresie przygotowawczym do tej rozprawy szósty z oskarżonych zmarł w areszcie śledczym, a inni, postawieni później na ławie oskarżonych, doznali w trakcie śledztwa załamania nerwowego.
W 1953 roku w mieszkaniu kierownika ruchu PKP Łódź Chojny, mieszczącego się w budynku stacyjnym, funkcjonariusze UB aresztowali 11 wyznawców uczestniczących w spotkaniu religijnym. 9 osób oskarżono o to, że od lipca 1950 roku do 9 lipca 1953 roku należały w Łodzi do związku pod nazwą „Świadkowie Jehowy”, którego istnienie miało być utrzymane w tajemnicy przed władzami państwa. Sąd Wojewódzki skazał oskarżonych na kary od sześciu miesięcy do roku więzienia. Sąd Najwyższy w rewizji wniesionej przez prokuratora generalnego podwyższył Tadeuszowi Kaczmarkowi karę więzienia do półtora roku. Odkryto, że Kaczmarek był już wcześniej skazany za odmowę służby wojskowej. Poza tym w czasie rewizji znaleziono w jego mieszkaniu skrytkę z kilkuset egzemplarzami Ewangelii według św. Marka i św. Łukasza. Po całonocnej rewizji UB w 1958 roku poroniła Helena Kozikowska.
W latach 1950–1955 masowych aresztowań wyznawców dokonywano m.in. w Łodzi, Sieradzu, Pabianicach, Piotrkowie Trybunalskim, Konstantynowie Łódzkim, Wieruszowie i innych mniejszych miejscowościach. W notatkach UB informowano o dużym wzroście liczby członków wyznania w powiatach wieruszowskim, łowickim, sieradzkim i brzezińskim. Kolejne aresztowania Świadków Jehowy dokonane przez UB miały miejsce 13 września 1957 roku i 12 marca 1959 roku w Łodzi oraz 22 sierpnia 1959 roku w Zgierzu i Pabianicach.
Tajne drukarnie znajdowały się głównie w stolicy województwa oraz w Zgierzu. Szczególnie od roku 1955 wielu wyznawców za działalność religijną oraz za odmowę służby wojskowej było skazywanych na kary więzienia w zakładach karnych m.in. w Łodzi i Łęczycy.
W sierpniu 1959 roku aresztowano członków zboru w Pabianicach, 16 marca 1960 roku zostali skazani na kary więzienia, pod koniec sierpnia tego samego roku wszyscy wyszli na wolność.
W czasie zakazu (od początku lat 50. do końca lat 80. XX wieku) organizowano potajemne zgromadzenia tzw. konwencje leśne.

#### Czas „odwilży”
Pod koniec 1977 roku Daniel Sydlik z Ciała Kierowniczego spotkał się z niektórymi wyznawcami na terenie obecnego województwa (m.in. 26 grudnia w dwóch miejscach w Łodzi). 
Pod koniec lat 70. XX wieku niektórym wyznawcom udało się wyjechać na kongresy poza granice Polski – najpierw do Lille we Francji, potem do Kopenhagi w Danii, w roku 1980 i 1981 do Wiednia, a w latach 90. XX wieku i w XXI wieku, delegacje z tutejszych zborów były obecne na kongresach międzynarodowych i specjalnych m.in. w Niemczech, Danii, Ekwadorze, Finlandii, Francji, Gruzji, Rosji, Rumunii, Szwecji, Islandii, Czechach, Stanach Zjednoczonych, Kanadzie, na Węgrzech i na Ukrainie.
W latach 80. XX wieku powstały nieoficjalne Sale Królestwa, 8 w Łodzi oraz w Wiśniowej Górze (1984), Zduńskiej Woli, Zelowie, Konstantynowie Łódzkim, Pabianicach, Piotrkowie Trybunalskim, Tuszynie, Głownie, Zgierzu, Brzezinach i innych miejscowościach.

### Rozwój działalności

#### Kongresy i zgromadzenia
Od początku lat 80. XX wieku w Łodzi ponownie zaczęto organizować oficjalne kongresy.
W latach 1982–1984 ponad 4400 osób zgromadzało się w Hali Sportowej w Łodzi.
W roku 1982 na jednodniowym kongresie pod hasłem „Prawda o Królestwie” było 4304 obecnych, a 156 osób zostało ochrzczonych.
W latach 1986–1988, 1999–2005 i w 2009 roku kongresy odbywały się na Stadionie Startu Łódź, w latach 2006–2008 na Stadionie Widzewa Łódź.
W latach 2010–2012 oraz w latach 2014–2018, w 2023 roku oraz w 2024 kongresy regionalne dla większości zborów z województwa odbyły się w łódzkiej Atlas Arenie).
Kongresy dla zborów z południowej części województwa (Przedbórz, Radomsko, Wieluń) odbywały się w Hali Sportowej Częstochowa lub w Centrum Kongresowym Świadków Jehowy w Sosnowcu.
Zbory z województwa łódzkiego w kongresach międzynarodowym w Warszawie, w roku 1985 pod hasłem „Lud zachowujący prawość” oraz w 1989 roku pod hasłem „Prawdziwa pobożność”. W 2013 roku większość zborów z województwa łódzkiego uczestniczyła w kongresie pod hasłem „Słowo Boże jest prawdą!”, a w 2019 roku w kongresie międzynarodowym pod hasłem „Miłość nigdy nie zawodzi!” również w Warszawie.
W dniach od 9 do 11 sierpnia 1996 roku odbył się w Łodzi kongres międzynarodowy pod hasłem „Posłańcy pokoju Bożego”. Brało w nim udział prawie 12 000 osób.

#### Sale Królestwa
Pod koniec lat 90. XX wieku działało na terenie Łodzi 40 zborów w kilkunastu Salach Królestwa. W kolejnych latach na terenie województwa powstawały nowe obiekty. W lutym 2010 roku oddana została do użytku nowa Sala Królestwa w Piotrkowie Trybunalskim, 8 listopada 2014 roku w Opocznie, 14 lutego 2015 roku w Przedborzu, w styczniu 2016 roku w Tomaszowie Mazowieckim, w 2017 roku w Warcie, a w czerwcu 2019 roku w Wieruszowie.

#### Sala Zgromadzeń

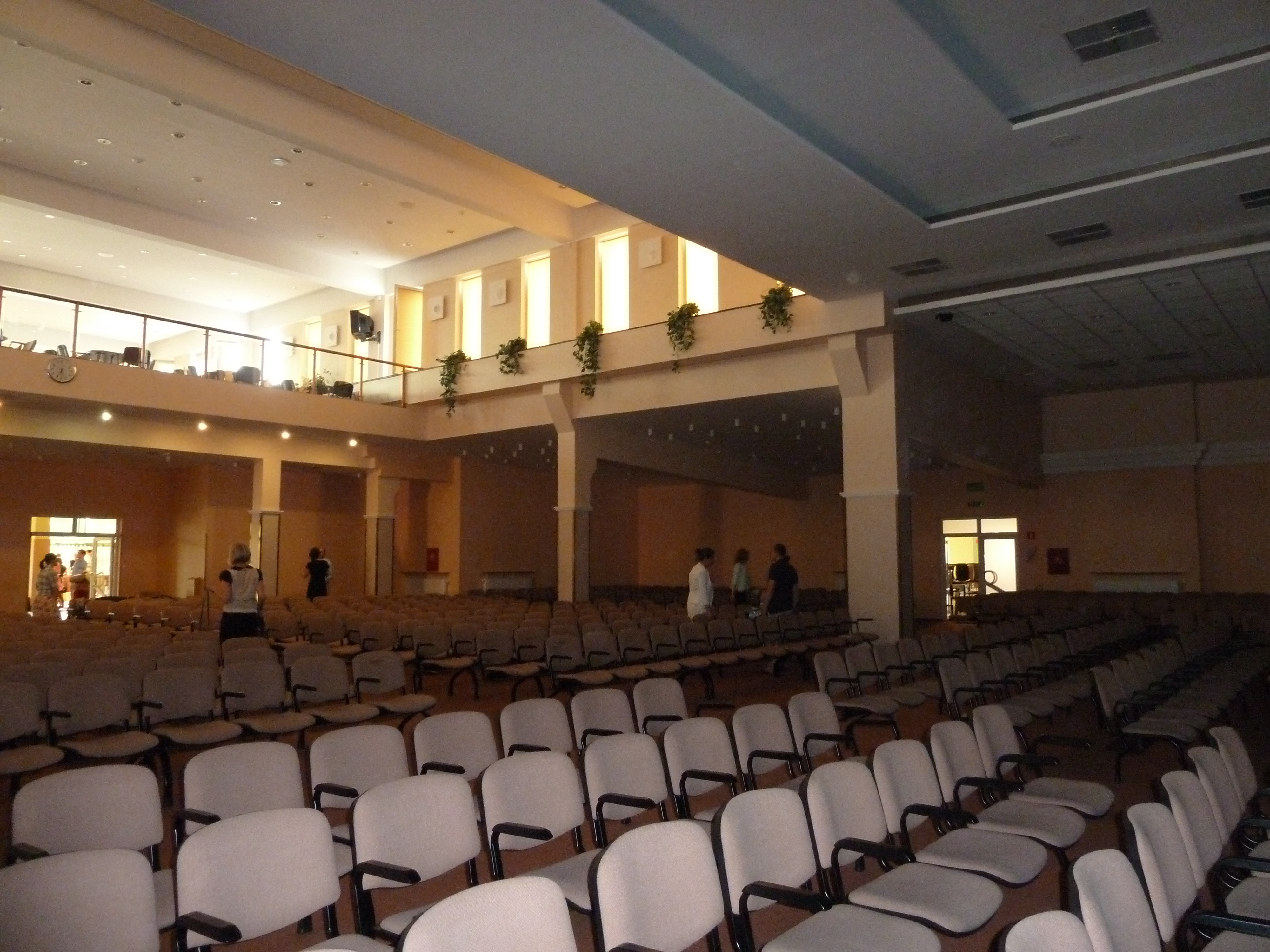
Wnętrze Sali Zgromadzeń w Łodzi

W Łodzi przy ul. Chocimskiej 4 znajduje się także Sala Zgromadzeń, czyli miejsce corocznych zgromadzeń obwodowych dla większości zborów Świadków Jehowy z województwa łódzkiego, zachodnich krańców województwa wielkopolskiego (Kalisz, Konin) oraz z okolic Płocka. Na parceli o powierzchni ponad 12 tys. m² zaadaptowano halę naprawy samochodów oraz stojący obok budynek socjalny. Obiekt został uroczyście oddany do użytku 19 czerwca 1999 roku. W kompleksie znajdują się: sala główna, dwie Sale Królestwa (dla trzech zborów: Łódź–Południe, Łódź–Północ i Łódź–Ruda–Wschód) oraz pokoje gościnne.
Odbywały się tutaj także kongresy i zgromadzenia obwodowe i specjalne dla głuchoniemych Świadków Jehowy z całego kraju, na którym program przedstawiano w języku migowym. Był także miejscem kongresów angielskojęzycznych, które później odbywały się w Warszawie.

#### Bezkrwawa chirurgia
W 1999 roku na XIII Międzynarodowym Zjeździe Polskiego Towarzystwa Anestezjologii i Intensywnej Terapii w Łodzi Świadkowie Jehowy ze Służby Informacji o Szpitalach przedstawili ekspozycję na temat bezkrwawej chirurgii. W placówkach medycznych województwa łódzkiego (w tym m.in. w Instytucie „Centrum Zdrowia Matki Polki” w Łodzi) zespoły medyczne operują Świadków Jehowy bez krwi.

#### Działalność wśród obcokrajowców, mniejszości etnicznych i w polskim języku migowym
Działalność prowadzona jest również wśród obcokrajowców. Oprócz języka polskiego i polskiego języka migowego, zebrania zborowe prowadzone są również w języku angielskim, rosyjskim i ukraińskim (do 2020 roku także w języku chińskim, hiszpańskim i ormiańskim).
Od marca 2006 roku w Łodzi funkcjonuje zbór polskiego języka migowego. 
Od kwietnia 2024 roku w Łodzi działa grupa posługująca się językiem romani (Polska Roma), w którym organizowane są zebrania.

#### Działalność kaznodziejska
W 1997 roku region łódzki zamieszkiwało około 14 tysięcy Świadków Jehowy. W 2001 roku w Łodzi działo 3400 głosicieli w 42 zborach.
W latach 2007–2008 roku na terenie województwa działało 105 zborów. W 2010 roku było 7769 głosicieli w 107 zborach oraz 48 Sal Królestwa.
W 2015 roku było 7470 głosicieli w 80 zborach. W roku 2018 liczba głosicieli wynosiła 6974 należących do 79 zborów. W 2019 roku funkcjonowało 79 zborów, w których usługiwało 502 starszych zboru, w 2020 roku było 6865 głosicieli w 79 zborach i 522 starszych zboru. W 2021 roku było 6768 głosicieli należących do 79 zborów, w których usługiwało 535 starszych zboru.

#### Wystawy, konkursy i konferencje naukowe oraz historyczne poświęcone represjom w trakcie II wojny światowej i okresu powojennego
W 2002 roku wyróżnienie w ogólnopolskim konkursie historycznym Fundacji Ośrodka Karta otrzymała praca zespołowa z Piotrkowa Trybunalskiego dotycząca historii Świadków Jehowy.

#### Działalność w ośrodkach penitencjarnych
Od 12 maja 1989 roku, kiedy to Świadkowie Jehowy w Polsce zostali oficjalnie zarejestrowani, specjalnie przygotowani kaznodzieje odwiedzają zakłady karne i areszty na terenie województwa (w Łodzi, Łowiczu, Garbalinie, Sieradzu i Piotrkowie Trybunalskim).

## Zbory[3]
Na terenie miast na prawach powiatu
- Łódź: 29 zborów: Angielski, Chojny–Północ, Chojny–Południe, Dąbrowa–Południe, Dąbrowa–Północ, Doły (w tym grupa posługująca się językiem romani (Polska)), Fabryczna, Górniak, Manufaktura, Marysin, Migowy, Olechów, Pojezierska, Radiostacja, Radogoszcz, Retkinia–Centrum, Retkinia–Zachód, Rokicie, Rosyjski, Ruda–Południe, Ruda–Wschód, Stare Polesie, Śródmieście, Teofilów, Ukraiński, Widzew, Zarzew, Zdrowie
- Piotrków Trybunalski: 4 zbory: Południe (oraz polskojęzyczna grupa na oddaleniu: Zakład Karny), Północ, Wschód (w tym grupa polskiego języka migowego), Zachód (w tym grupa ukraińskojęzyczna)
- Skierniewice: 1 zbór: Skierniewice

Na terenie powiatów

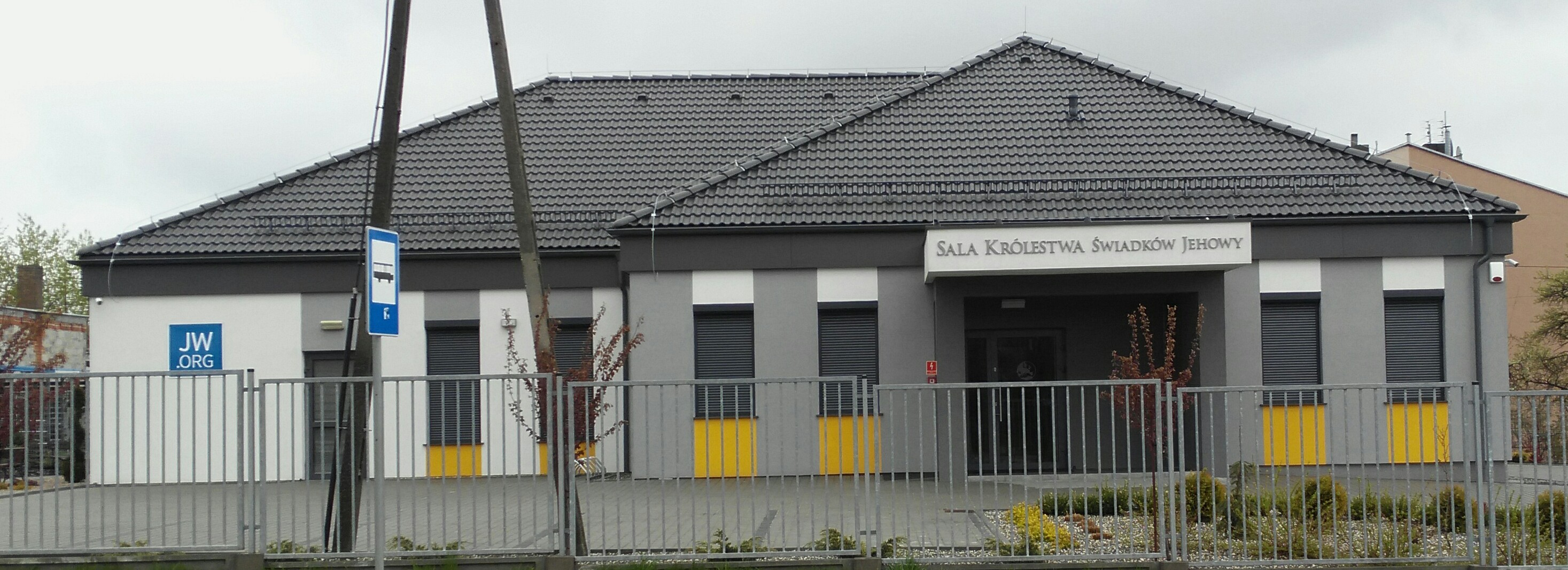
Jedna z Sal Królestwa Świadków Jehowy w Tomaszowie Mazowieckim (ul. Jagiellońska 1)

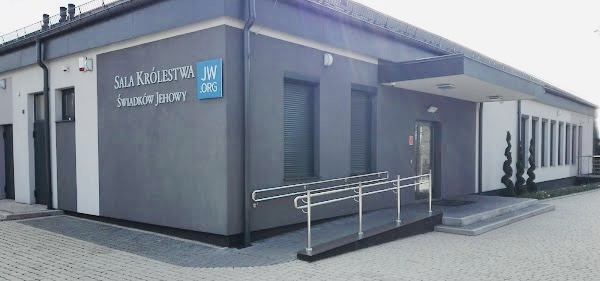
Jedna z Sal Królestwa w Opocznie (ul. Cicha 3)

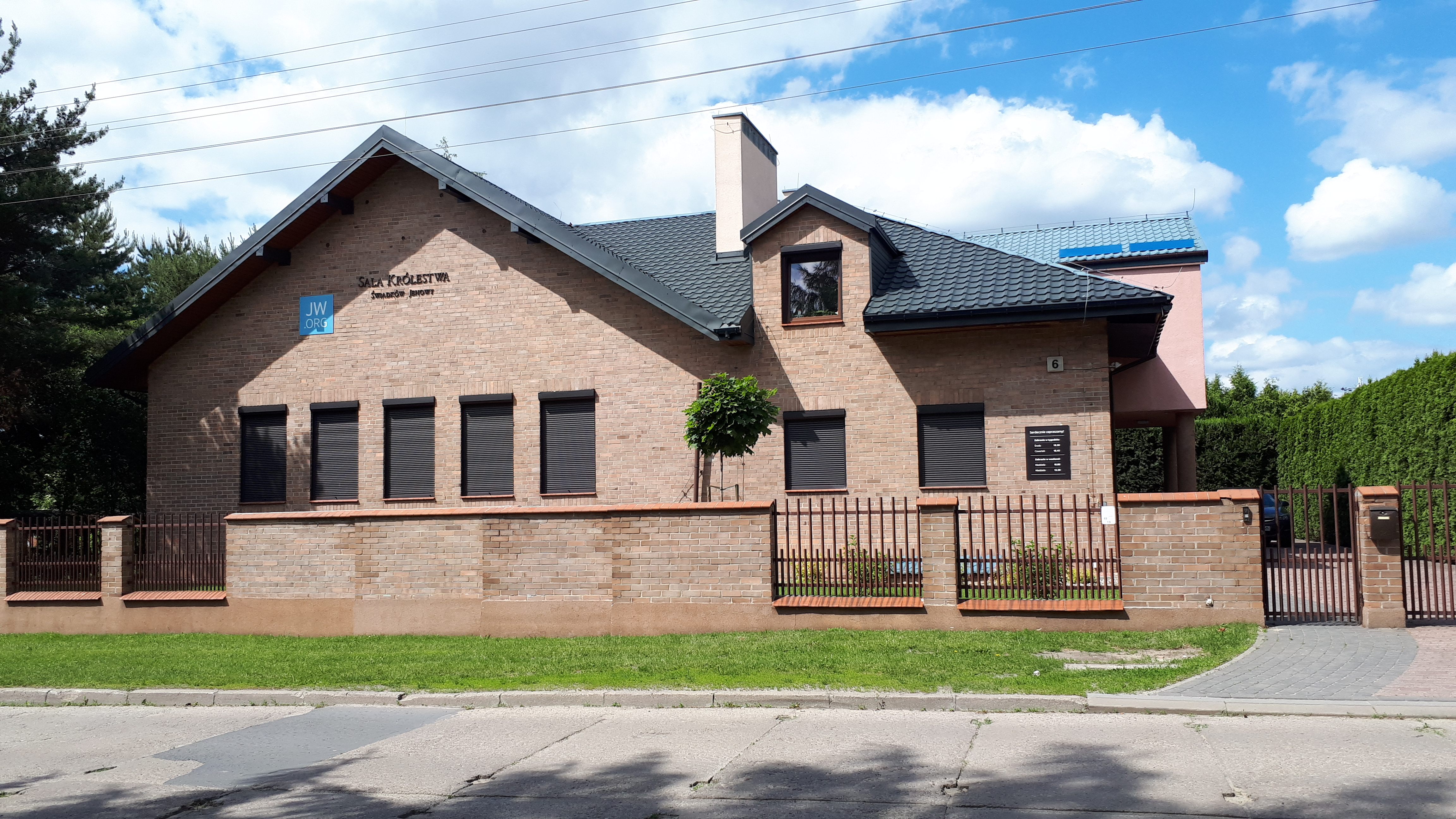
Jedna z Sal Królestwa w Łodzi (ul. Górnicza 6)

- powiat bełchatowski: 4 zbory: Bełchatów–Centrum, Bełchatów–Południe, Bełchatów–Północ, Zelów (Sala Królestwa: Łask)
- powiat brzeziński: 1 zbór: Brzeziny k. Łodzi
- powiat kutnowski: 3 zbory: Kutno–Południe, Kutno–Północ (w tym grupa polskojęzyczna na oddaleniu), Żychlin
- powiat łaski: 1 zbór: Łask
- powiat łęczycki: 1 zbór: Łęczyca
- powiat łowicki: 1 zbór: Łowicz
- powiat łódzki wschodni: 3 zbory: Koluszki, Tuszyn, Wiśniowa Góra (Sala Królestwa: Kraszew)
- powiat opoczyński: 1 zbór: Opoczno
- powiat pabianicki: 4 zbory: Konstantynów–Południe, Konstantynów–Północ, Pabianice–Południe, Pabianice–Północ
- powiat pajęczański: 1 zbór: Pajęczno
- powiat piotrkowski: nie zborów
- powiat poddębicki: 1 zbór: Poddębice
- powiat radomszczański: 3 zbory: Przedbórz (Sala Królestwa: Wola Przedborska), Radomsko–Południe, Radomsko–Północ
- powiat rawski: 1 zbór: Rawa Mazowiecka
- powiat sieradzki: 5 zborów: Błaszki (Sala Królestwa: Gzików), Sieradz–Wschód, Sieradz–Zachód, Warta
- powiat skierniewicki: nie ma zborów
- powiat tomaszowski: 2 zbory: Tomaszów–Niebrów, Tomaszów–Śródmieście[107]
- powiat wieluński: 2 zbory: Wieluń–Wschód, Wieluń–Zachód[108]
- powiat wieruszowski: 2 zbory: Walichnowy, Wieruszów
- powiat zduńskowolski: 2 zbory: Zduńska Wola–Wschód, Zduńska Wola–Zachód
- powiat zgierski: 7 zborów: Aleksandrów Łódzki (Sala Królestwa: Łódź), Głowno, Ozorków, Zgierz–Centrum, Zgierz–Osiedle, Zgierz–Stare Miasto